# Park przy Kwaśnym Źródle we Wrocławiu

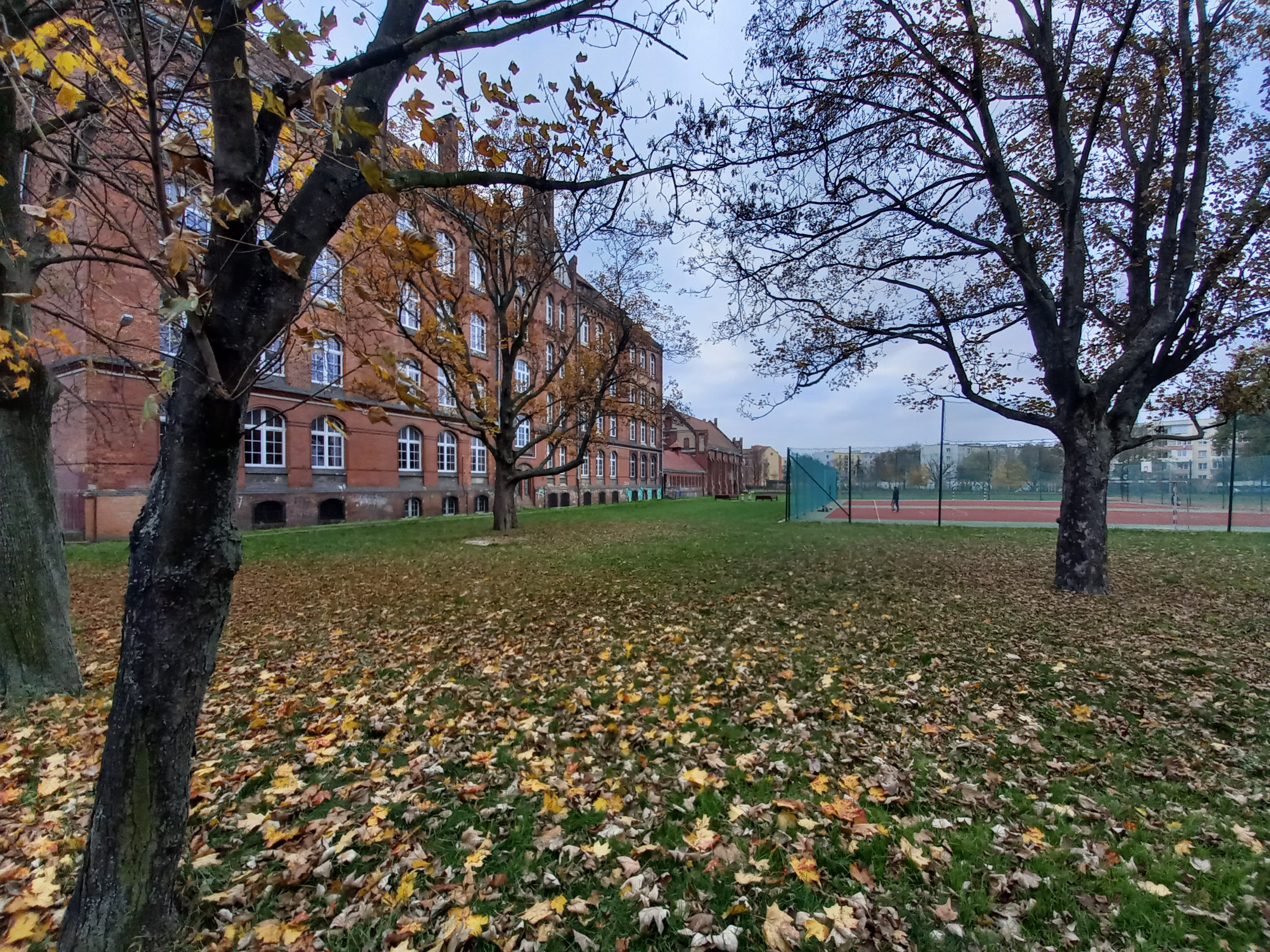
Teren szkoły przy ul. Jemiołowej, miejsce dawnego plac zabaw

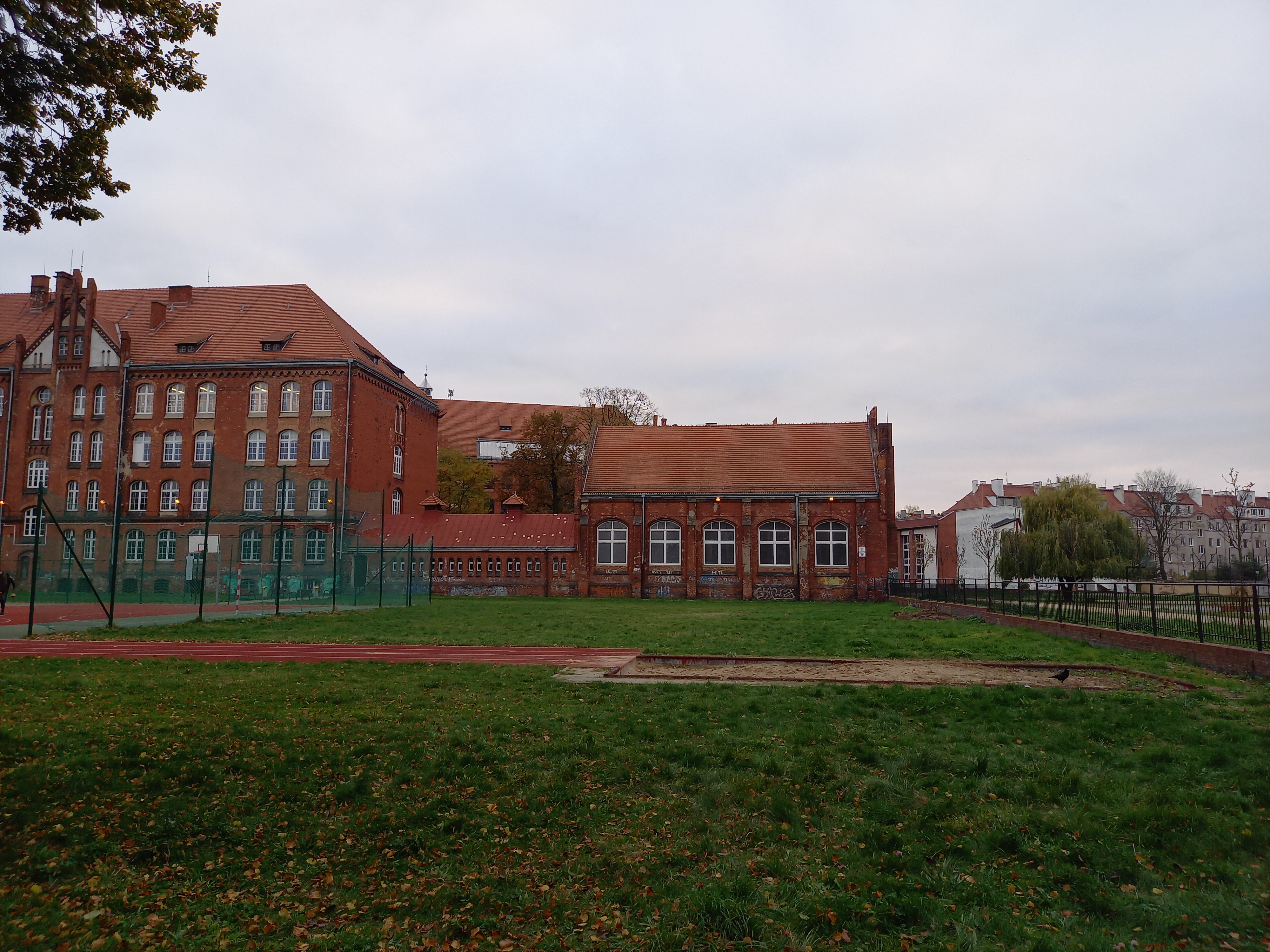
Tereny szkolne, po prawej w tle nowa hala sportowa

Park przy Kwaśnym Źródle – założenie parkowe położone w obrębie osiedla Gajowice we Wrocławiu przy Kwaśnym Źródełku (Sauerbrunn). Powstało na bazie istniejącego w tym miejscu źródła wody i stawu. Po zagospodarowaniu terenu zieleni stało się znanym miejscem rekreacji. Istniał tu między innymi drewniany pawilon oraz przystań z wypożyczalnią łódek. Po 1945 r. staw został zasypany, a w późniejszym czasie teren został wykorzystany dla potrzeb położonych obok szkół, gdzie urządzono między innymi boiska, a następnie w latach 90. XX wieku w południowej części zbudowano kompleks sportowo-rekreacyjny. Natomiast po stronie północno-zachodniej część obszaru wydzielono na potrzeby parku kieszonkowego przy ulicy Kwaśnej. Współcześnie określa się, iż założenie to istnieje w bardzo zmienionej formie i jako obszar zdegradowany wymaga ewentualnych działań rewitalizacyjnych.

## Historia
Teren, na którym istniał w późniejszym okresie Park przy Kwaśnym Źródle, leżał w obrębie łąk wsi Gajowice (Gabitz). Prawdopodobnie na początku XVIII wieku odkryto w tym miejscu źródło wody słabo mineralizowanej – żelazisto-kwasowęglowej (akrotopega), Sauerbrunn (Kwaśne Źródło). Według innej publikacji pierwsza wzmianka o źródle pochodzi z 1806 r.  Gajowice włączono do miasta w 1868 . Woda ze źródła została rurociągiem skierowana do stawu i już pod koniec XVIII wieku było to miejsce chętnie odwiedzane przez mieszkańców . Około 1890 r.  (lub w 1893 r.) źródło zyskało ocembrowanie i ozdobne ujęcie wody, a w 1893 r. nad stawem zbudowano pawilon w konstrukcji z drewna. Inwestorem był kupiec Georg Agath. Był to budynek w rzucie prostokątnym na płaszczyznę terenu w kształcie ośmioboku  . Został on przykryty dachem cebulastym  w formie stalowego, szpiczastego hełmu . Wewnątrz znajdowała się studnia wyposażona w kołowrót. Pierwotny staw został powiększony, a ponadto zgeometryzowano jego brzegi. Na terenie wokół posadzono szpalery drzew . Na nowo ukształtowanym stawie urządzono przystań i otwarto wypożyczalnię łódek . Był również dostępny punkt sprzedaży wody z saturatora , a według niektórych informacji woda ta była droższa od piwa  . W 1919 r. całość została zakupiona przez magistrat i stała się własnością miasta. Rozwój osiedla sprawił, że teren znalazł się w kwartale ulic: Sauerbrunn (ulica Kwaśna), Herderstraße (ulica Grochowa), Yorckstraße (ulica Jemiołowa), Charlottenstraße (ulica Krucza), Kopischstraße (ulica Stalowa). Był on dodatkowo przecięty ulicą Sprudelstraße (ulica Karasia – współcześnie nie istnieje) , która dzieliła obszar parku na część zachodnią ze stawem Sauerbrunnteich oraz wschodnią z placem zabaw Spielplatz Gabitzer Sauerbrunn.
W latach 1898–1900 po stronie wschodniej zbudowano pierwszy z budynków w Zespole Szkół Ludowych, a w latach 1905–1907 drugi z tych budynków. Z kolei w latach 1925–1936 między innymi wokół założenia parkowego zbudowano nowe osiedle robotnicze Sauberbrunn-Viertel (Am Sauerbrunn). Rozwój osiedla sprawił, iż obiekt stał się jego rekreacyjnym zapleczem.
W wyniku działań wojennych zabudowa Gajowic w dużej części uległa zniszczeniom powstałym podczas oblężenia Wrocławia w 1945 r.  Dzięki temu, że zachodni odcinek ulicy Kruczej został opanowany przez wojska radzieckie już pod koniec lutego w 1945 r., zabudowa na zachód od ulicy Jemiołowej uległa mniejszym zniszczeniom niż reszta obszaru. W latach 60. i 70. XX wieku nastąpiła odbudowa osiedla – osiedle mieszkaniowe „Gajowice”. Powstała wówczas większość zabudowy uzupełniającej wraz z remontem zachowanych kamienic. Samo Kwaśne Źródło także doznało zniszczeń. Przede wszystkim zrujnowany został pawilon  . Staw został po 1945 r. zasypany  (widnieje jeszcze na planie miasta z 1948 r.) gruzem z rozbiórki zniszczonych kamienic , a teren przeznaczono na potrzeby urządzenia boiska i innych obiektów zewnętrznych: wschodni (dawny plac zabaw) dla Szkoły Podstawowej nr 57 działającej w pierwszym z budynków przy ulicy Jemiołowej 57 oraz zachodni (w miejscu gdzie był staw) dla Szkoły Podstawowej nr 33, a następnie Liceum Ogólnokształcącego nr VII, które działały w drugim ze wspomnianych wyżej budynków szkolnych, położonym przy ulicy Kruczej 49 . Południowa część tego terenu została zabudowana w latach 90. XX wieku nową halą sportową. W 2019 r. oddzielono obszar w północno-zachodniej części terenu szkolnego i w okresie od 27.02.2019 r. do 22.09.2021 r. urządzono na nim park kieszonkowy .

## Położenie i otoczenie
Teren dawnego Parku przy Kwaśnym Źródle położony jest we Wrocławiu na osiedlu Gajowice w dawnej dzielnicy Fabryczna, w jednostce urbanistycznej Śródmieście Południowe. Jest to obszar zaliczany do osiedli kameralnych z dominacją zabudowy komponowanej, ale w bezpośrednim sąsiedztwie wielkiego osiedla blokowego, oba obszary o stosunkowo dużej gęstości zaludnienia. Całość położona jest w obszarze dzielnicy Południe, której układ urbanistyczny podlega ochronie w ramach gminnej ewidencji zabytków. Jest to układ kształtowany sukcesywnie od XIII wieku (wzmianki) i od lat 80. XIX wieku do 1945 r. Stan zachowania obszaru określa się na dobry.

## Zieleń współcześnie
Obszar dawnego parku ocenia się jako zdegradowany i wymagający ewentualnych działań rewitalizacyjnych, bowiem pierwotna funkcja jest obecnie całkowicie nieczytelna, a samo założenie istnieje w bardzo zmienionej formie. Wynika to między innymi z tego, że jest to teren współcześnie częściowo zabudowany i podzielony na części o różnych funkcjach. Ze starych nasadzeń zachowały się pojedyncze okazy starodrzewu wśród których można wymienić dęby szypułkowe (Ulmus laevis) i lipy (Tilia) oraz grupy grabów pospolitych (Carpinus bet ulus). Ponadto wzdłuż ogrodzeń znajdują się mieszane szpalery młodych drzew: klonów jaworów (Acer pseudoplatanus) i grabów pospolitych (Carpinus bet ulus).

## Park kieszonkowy przy ulicy Kwaśnej
W części północno-zachodniej terenu urządzono park kieszonkowy przy ulicy Kwaśnej  o powierzchni około 0,5 ha  (Zieleniec przy ul. Kwaśnej). Położony jest pomiędzy zespołem jednostanowiskowych, parterowych garaży rozmieszczonych wzdłuż ulicy Kwaśnej a terenem szkolnym. W ramach zieleńca urządzono plac zabaw dla dzieci, zamontowano urządzenia Street Workout, przygotowano niewielką scenę jako miejsce spotkań, oświetlenie, ławki oraz kosze na śmieci. Posadzone zostały także drzewa, krzewy i kwiaty oraz urządzono trawniki. Powstał w ramach Wrocławskiego Budżetu Obywatelskiego. Całość prac kosztowała około 1,5 mln zł .